# Ludwig von Gerdtell
Friedrich Siegfried Heinrich Ludwig von Gerdtell (* 4. Februar 1872 in Braunschweig; † 1954) war ein deutscher Theologe und Publizist.

## Leben
Ludwig von Gerdtell wurde in eine preußische Adelsfamilie geboren, Vater und Großvater waren Offiziere beim Potsdamer Garderegiment. Er folgte dieser Tradition nicht und studierte zunächst Jura, dann Theologie mit dem Schwerpunkt Neutestamentliche Wissenschaft. Von 1902 bis 1908 arbeitete er als Reisesekretär für die Deutsche Christliche Studentenvereinigung. 1908/09 promovierte er an der Universität Erlangen mit der Arbeit Rudolf Euckens Stellung zum Urchristentum. Er kam zu der Erkenntnis, dass sich die Aussagen des Neuen Testaments und der Staatskirche widersprachen. Zwischen 1905 und 1928 publizierte er sechs Schriften in der von ihm begründeten Reihe Brennende Fragen der Weltanschauung für denkende moderne Menschen, die sich kritisch mit Dogmen und Deutungen auseinandersetzten. Er beschloss, die Kirche auf der Grundlage des Neuen Testamentes zu reformieren, und stand zeitweise den Baptisten, zumeist aber den Christadelphian-Gemeinden nahe. Er kam in Kontakt mit den Disciples of Christ in Amerika und beeinflusste diese Vereinigung. Wenig später gründete sich unter der Leitung von Dean E. Walker eine Organisation in den USA, die Gerdtells Bemühungen unterstützen wollte.
Gerdtell war ein entschiedener Gegner der Politik Adolf Hitlers und sprach sich seit den 1920er Jahren mehrfach offen gegen diesen aus. Im Januar 1934 äußerte er sich beim Einkaufen im örtlichen Tabakladen von Schöneiche bei Berlin dahingehend, dass Hitler gleichbedeutend mit Krieg sei. Daraufhin wurde er von einer Nachbarin denunziert. Nur aufgrund des beherzten Eingreifens des Gemeindepolizisten Max Dittrich war es Gerdtell möglich, noch in der Nacht zu fliehen und der Verhaftung am Folgetag zu entgehen. Über die Schweiz, Italien und England flüchtete er in die USA, seine Habe wurde beschlagnahmt. Auf Vermittlung Walkers konnte er am Seminar für Religion der Butler University in Indianapolis Dozent werden. Nach dem Zweiten Weltkrieg entstand nach US-Vorbild die European Evangelistic Society.

## Schriften
- Rudolf Euckens Christentum. Für Gebildete aller Stände, Becker, Eilenburg 1909
- Exreichskanzler Michaelis als Dunkelmann. Ein Beitrag zur Bekämpfung der Lutherlegende, Diesseits-Verlag, Schöneiche 1928 (Brennende Fragen der Weltanschauung, H. 6)